# Тунгор
Тунгор — село в Охинском городском округе Сахалинской области России.

## Этимология
Названия села в переводе с эвенкийского означает озеро.

## География
Село находится на берегу реки Эрри, на расстоянии 25 км к югу от города Оха, административного центра округа.

## История
Основано в 1960 году на месте нефтепромысла. Современное название — с августа 1964 года. До 2004 года носило статус посёлка городского типа.

## Население
| 1970 | 1979  | 1989  | 2002  | 2010 | 2013 | 2021 |
| ---- | ----- | ----- | ----- | ---- | ---- | ---- |
| 3213 | ↗3223 | ↘3005 | ↘1405 | ↘782 | ↘696 | ↘494 |

### Половой состав
Согласно результатам переписи 2002 года, в селе проживало 1405 человек (675 мужчин и 730 женщин).

## Улицы
- ул. Геофизиков,
- ул. Комсомольская,
- ул. Ленина,
- ул. Нефтяников,
- ул. Рабочая.